# BMW Compact
BMW Compact je vozilo ki spada v razred manjših družinskih oziroma kompaktnih vozil. V osnovi pa je to skrajšana verzija limuzinske izvedbe serije 3, ki jo proizvaja nemški proizvajalec vozil BMW. BMW Compact je bil v proizvodnji od leta 1994 do leta 2004. Od 1994 je bil osnovan na platformi BMW-ja E36, leta 2001 pa so zamenjali platformo za tisto od BMW-ja E46. Proizvodnja BMW Compact-a je prenehala z obratovanjem leta 2004, ko ga je nasledil BMW serije 1.
Vozilo je bilo na voljo z več bencinskimi in dvema dizelskima motorjema. Nosilo je oznako "Ti" (Touring International), ki je bila uporabljena samo na seriji Compact in izvira iz BMW-jeve linije "Ti" modelov iz šestdesetih let.

## E36 Compact (E36/5)
Od prednjega odbijača do A stebrička je Compact identičen limuzinski ter karavanski različici serije 3 (E36), kar pomeni da je z njima delil prednja blatnika, odbijač, luči ter smernike, vzvratna ogledala, vetrobransko steklo in pokrov motorja. Vse izvedenke E36 so imele enako medosno razdaljo, kar velja tudi za verzijo Compact. Podobnosti z ostalimi izvedenkami pa se tukaj nehajo. Compact je od A stebrička nazaj povsem drugačen, te razlike pa vključujejo vrata, stekla, streho, prtljažna vrata, zadnje luči in zadnje podvozje.
BMW E36/5 Compact si deli podvozje z BMW Z3. Prednje obese je imel enake kot vstale izvedenke E36, medtem ko so za zadnje podvozje uporabili posamične obese z poševnimi vodili, kot jih je uporabljala prejšnja serija BMW 3 (E30).
Pri Compactu so uporabili starejše delno vodljivo zadnjo premo namesto novejših Multi-link posamičnih obes zato, ker so s tem prihranili dovolj prostora, da so poglobili prtljažni prostor, vgradili preklopno zadnjo klop ter omogočili, da se rezervno kolo nahaja pod vozilom na zunanji strani.
Podedovana zasnova zadnje preme je bila odgovorna za to, da je bilo vozilo podvrženo prekrmarjenju. Posledično je BMW Compact prejel mešane odzive avtomobilističnih novinarjev. Nekateri so trdili, da je šasija najbolj uravnotežena v liniji E36, drugi pa, da je vozilo občutljivo na zibanje in na neravnine, ter neuravnoteženo v ovinkih. Bilo pa je zelo popularno pri ljubiteljih, saj je bilo najlažje, najbolj vodljivo ter najcenejše.

### Motorji in zmogljivosti
Na Evropskem tržišču so bili na voljo trije bencinski in en dizelski motor. Najšibkejši je bil 316ti z 1.6 litrskim motorjem (M43 B16), ki je proizvedel 75kW moči. Kasneje so ga posodobili ter mu povečali prostornino na 1.9 litra ter moč na 77kW (M43TU B19). Naslednji bencinski motor je bil vgrajen v modelu 318ti je bil 103kW z 1.8 litra prostornine (M42 B18), ki pa so ga kasneje posodobili (M44 B19). Sprememb v moči ali prostornini posodobitev ni prinesla, so pa spremenili krivuljo navora ter omogočili še lahkotnejšo vožnjo pri nizkih obratih z nizko porabo. Najmočnejši agregat v BMW E36 Compactu pa je bil s 125kW 2.5 litrski vrstni šestvaljnik (M52 B25) z enojnim vanos sistemom, ki pa so ga leta 1999 posodobili. Edini dizelski agregat se je ponašal z 1.7 litra prostornine ter 66kW (M41 D17) in bil dobra izbira za varčne in nekoliko počasnejše voznike.
| Model  | Prostornina | Št. valjev | Št. ventilov | Gorivo | Moč                      | Navor            | Oznaka motorja | 0–100 km/h,s | Končna hitrost | Leta proizvodnje |
| ------ | ----------- | ---------- | ------------ | ------ | ------------------------ | ---------------- | -------------- | ------------ | -------------- | ---------------- |
| 316i   | 1596 ccm    | 4cyl       | 8V           | Bencin | 102 KM (75kW) @5500 rpm  | 150 Nm @3900 rpm | M43 B16        | 12.3         | 188km/h        | 1994–1999        |
| 316i   | 1895 ccm    | 4cyl       | 8V           | Bencin | 105 KM (77kW) @5300 rpm  | 165 Nm @2500 rpm | M43 B19        | 11.9         | 190 km/h       | 1999–2001        |
| 318ti  | 1796 ccm    | 4cyl       | 16V          | Bencin | 140 KM (103kW) @6000 rpm | 175 Nm @4500 rpm | M42 B18        | 9.9          | 209 km/h       | 1994–1995        |
| 318ti  | 1895 ccm    | 4cyl       | 16V          | Bencin | 140 KM (103kW) @6000 rpm | 180 Nm @4300 rpm | M44 B19        | 9.9          | 209 km/h       | 1995–1998        |
| 323ti  | 2494 ccm    | 6cyl       | 24V          | Bencin | 170 KM (125kW) @5500 rpm | 245 Nm @3950 rpm | M52 B25        | 7.8          | 230 km/h       | 1997–1999        |
| 323ti  | 2494 ccm    | 6cyl       | 24V          | Bencin | 170 KM (125kW) @5500 rpm | 245 Nm @3500 rpm | M52TU B25      | 7.8          | 230 km/h       | 1999–2000        |
| 318tds | 1665 ccm    | 4cyl       | 8V           | Dizel  | 90 KM (66kW) @4400 rpm   | 190 Nm @2000 rpm | M41 D17        | 13.9         | 175 km/h       | 1995–2001        |

### Notranjost in oprema
Notranjost vozila se precej razlikuje od ostalih različic E36. Armaturna plošča ter ročaji vrat so skoraj enaki tistim v prejšnji seriji 3 (E30). Kljub temo je spisek opreme, ki je bila na voljo kar precejšen. Med serijsko opremo najdemo ABS, zračno blazino za voznika. Pod dodatno opremo pa najdemo ogromno stvari, glavne izmed njih so klimatska naprava, potovalni računalnik, tempomat, športne in ogrevane sedeže, zaporo diferenciala...
BMW je kot posebno darilo ob 50-letnici revije Auto Motor und Sport izdelal M3 Compact (3.2-litrski motor in podvozje iz M3, M odbijači), sicer pa M Compact ni dočakal serijske proizvodnje. Edini prototip je za 0-100 km/h potreboval 5.3 s, 200 km/h pa je dosegel v 18.5 s. Na M3 Compactu so bile prvič predstavljene štiri sredinsko postavljene izpušne cevi, ki so bile kasneje serijsko prvič vidne na M roadster-ju (E36/7S) in M coupe-ju (E36/8S).

## E46 Compact (E46/5)
Konec leta 2000 je BMW na trg poslal zamenjavo za E36/5. Kvaliteta materialov in končna izdelava je bilav E46 Compactu precej izboljšana glede na predhodnika, vendar nikoli ni dosegla njegovih prodajnih številk. E46 Compact ni bil nikoli na voljo na ameriškem trgu, saj kratka oblika z odsekanim zadkom tam ni bila priljubljena.
E46 Compact se je po zunanji obliki precej razlikoval od ostalih E46. Najbolj opazna je bila oblika sprednjih in zadnjih luči, ki pa marsikomu ni bila všeč.
Mehansko pa je E46 Compact bil skoraj identičen ostalim E46. Razlikoval se je po bolj odzivni vožnji, saj je bil serijsko opremljen z športnim podvozjem ter debelejšima stabilizatorjema.
Leta 2004 je serijo Compact nadomestila BMW serija 1, ki je svojo nalogo opravila zelo uspešno.

### Motorji in zmogljivosti
| Model | Leta proizvodnje | Vrsta in oznaka motorja | Vrsta in oznaka motorja | Prostornina | Moč                        | Navor             |
| ----- | ---------------- | ----------------------- | ----------------------- | ----------- | -------------------------- | ----------------- |
| 316ti | 2001–2004        | I4 16V                  | N42/N46 B18             | 1796 ccm    | 115 KM (85kW) @ 5500 rpm   | 175 Nm @ 3750 rpm |
| 318ti | 2001–2004        | I4 16V                  | N42/N46 B20             | 1995 ccm    | 143 KM (105 kW) @ 6000 rpm | 200 Nm @ 3750 rpm |
| 325ti | 2001–2004        | I6 24V                  | M54 B25                 | 2494 ccm    | 192 KM (141 kW) @ 6000 rpm | 245 Nm @ 3500 rpm |
| 318td | 2003–2004        | I4 16V                  | M47 D20                 | 1995 ccm    | 115 KM (85 kW) @ 4000 rpm  | 280 Nm @ 1750 rpm |
| 320td | 2001–2004        | I4 16V                  | M47 D20                 | 1995 ccm    | 150 KM (110 kW) @ 4000 rpm | 330 Nm @ 2000 rpm |